# قورت قية سي
قورت قية سي هي قرية في مقاطعة هشترود، إيران. عدد سكان هذه القرية هو 125 في سنة 2006.